# Ceratinella sydneyensis
Ceratinella sydneyensis là một loài nhện trong họ Linyphiidae.
Loài này thuộc chi Ceratinella. Ceratinella sydneyensis được Jörg Wunderlich miêu tả năm 1976.